# Mattias Svanberg
Mattias Svanberg (Malmö, Suecia, 5 de enero de 1999) es un futbolista sueco que juega como centrocampista en el VfL Wolfsburgo de la 1. Bundesliga de Alemania.

## Trayectoria

### Malmö
Svanberg inició su trayectoria en equipos juveniles de su ciudad natal como el LB07 y el Malmö, con el cual firmó contrato de aprendizaje el 27 de julio de 2015, tras haber disputado su primer partido juvenil con el conjunto sub-19 en octubre de 2014.
Con solo 16 años, Svanberg estuvo en banca cuatro veces durante la temporada 2015 hasta que el 4 de marzo de 2016 firmó por cuatro años por el primer equipo del Malmö. Mientras tanto alternaba con los equipos sub-19 y sub-21, con el cual jugó en varias posiciones anotando un triplete en una de las jornadas.
El 8 de noviembre de 2015 debutó profesionalmente en la goleada por 5-0 sobre Götene, ingresando para el segundo tiempo en reemplazo de Vladimir Rodić, por la segunda ronda de la Copa de Suecia. El 28 de mayo de 2016, debutó en liga en la victoria por 4-1 sobre el Östersunds, ingresando al minuto 82 en lugar de Markus Rosenberg y asistiendo en el cuarto gol del equipo a Viðar Örn Kjartansson en tiempo de descuentos. El 25 de septiembre, en su cuarto partido oficial, anotó su primer gol como profesional en el derby frente a Helsingborgs, encuentro que terminaron ganando 2-0. Un mes después tuvo su primer partido como titular, cotejo en el que marcó y asistió en la victoria por 3-0 frente a Falkenbergs, asegurando que el Malmö obtenga la Allsvenskan.
En la temporada 2017, Svanberg continuó acumulando minutos y Malmö nuevamente salió campeón de liga. Hizo un total de 19 apariciones, marcando un gol y asistiendo en 5 oportunidades. Para la campaña 2018 se convirtió en un jugador neto del primer equipo. En total anotó 4 goles en 26 encuentros con el equipo sub-19 mientras que con el equipo sub-21 marcó 13 goles en 33 encuentros.
Para la campaña 2018, Svanberg se volvió un jugador recurrente en el equipo titular y fue uno de los dos futbolistas en aparecer en cada partido durante el verano antes de su traspaso al fútbol del extranjero. Dejó en total un saldo de 5 goles y 10 asistencias en 36 partidos con el Malmö, convirtiéndose en uno de los mejores prospectos a futuro de Suecia.

### Bologna
En julio de 2018 y con 19 años, Svanberg firmó con el Bologna de la Serie A de Italia hasta el 30 de junio de 2023. El 16 de septiembre de 2018 debutó con el club en la derrota por 1-0 frente a Genoa. En la que fuera la jornada 4 de la Serie A, Svanberg jugó 22 minutos tras ingresar en lugar de Andrea Poli. Jugó como titular la siguiente fecha en la victoria ante Roma y el 30 de septiembre asistió en el triunfo por 2-1 sobre Udinese. En su primera campaña en Italia logró dar 3 asistencias en 24 partidos y aunque terminó perdiendo el puesto de titular, fue una pieza de cambio recurrente, ayudando a su equipo a mantenerse a mitad de tabla durante la temporada 2018/19. Marcó su primer gol en Italia en su partido 50, el 2 de agosto de 2020 en el empate frente a Torino, por la última fecha de la Serie A 2019/20.

## Selección nacional
Svanberg formó parte de la selección de fútbol de Suecia en la categoría sub-21, de la cual fue el capitán y con la cual acumuló tres goles en 16 encuentros. De igual forma fue internacional en las categorías sub-15, sub-16 (10 partidos, dos goles), sub-17 (8 p.), sub-18 (2 partidos, 1 gol) y sub-19 (5 p.).
Con la escuadra sub-17, Svanberg disputó el Campeonato Europeo Sub-17 de 2016 celebrado en Azerbaiyán, torneo en el cual Suecia llegó hasta cuartos de final perdiendo por 1-0 ante Países Bajos. El volante disputó todos los partidos de su país.
En noviembre de 2018, Svanberg de 19 años fue convocado por Janne Andersson a la selección mayor de Suecia para los partidos de la Liga de las Naciones de la UEFA 2018-19 frente a Turquía y Rusia, sin embargo no llegó a debutar en esas fechas. Un año después, el 18 de noviembre de 2019, se produjo su estreno con la selección absoluta anotando uno de los goles de la victoria sueca por 3-0 ante Islas Feroe en partido de clasificación para la Eurocopa 2020.

### Participación en Eurocopas
| Torneo                            | Sede       | Resultado        | Partidos | Goles |
| --------------------------------- | ---------- | ---------------- | -------- | ----- |
| Campeonato Europeo Sub-17 de 2016 | Azerbaiyán | Cuartos de final | 4        | 0     |
| Eurocopa 2020                     | Europa     | Octavos de final | 0        | 0     |

## Vida personal
Mattias es hijo de Bo Svanberg, exjugador de hockey sobre hielo que consiguió cuatro ligas de hockey en Suecia entre 1985 y 1994; y de Stina Funke, excampeona de triple salto y ahora agente deportiva. Ha reconocido admirar a su compatriota Zlatan Ibrahimović.

## Clubes y estadísticas
Actualizado el 19 de abril de 2025.
| Malmö FF · Suecia | 2015          | 1.ª           | 0   | 0  | 1  | 0 | 0 | 0 | 1   | 0  |
| Malmö FF · Suecia | 2016          | 1.ª           | 6   | 2  | 1  | 0 | — | — | 7   | 2  |
| Malmö FF · Suecia | 2017          | 1.ª           | 18  | 1  | 1  | 0 | 2 | 0 | 21  | 1  |
| Malmö FF · Suecia | 2018          | 1.ª           | 12  | 2  | 6  | 1 | 0 | 0 | 18  | 3  |
| Malmö FF · Suecia | Total club    | Total club    | 36  | 5  | 9  | 1 | 2 | 0 | 47  | 6  |
| Bologna F. C. 1909 · Italia | 2018-19       | 1.ª           | 23  | 0  | 1  | 0 | — | — | 24  | 0  |
| Bologna F. C. 1909 · Italia | 2019-20       | 1.ª           | 24  | 1  | 2  | 0 | — | — | 26  | 1  |
| Bologna F. C. 1909 · Italia | 2020-21       | 1.ª           | 34  | 5  | 1  | 0 | — | — | 35  | 5  |
| Bologna F. C. 1909 · Italia | 2021-22       | 1.ª           | 36  | 3  | 1  | 0 | — | — | 37  | 3  |
| Bologna F. C. 1909 · Italia | Total club    | Total club    | 117 | 9  | 5  | 0 | 0 | 0 | 122 | 9  |
| VfL Wolfsburgo · Alemania | 2022-23       | 1.ª           | 32  | 4  | 3  | 1 | — | — | 35  | 5  |
| VfL Wolfsburgo · Alemania | 2023-24       | 1.ª           | 25  | 1  | 3  | 0 | — | — | 28  | 1  |
| VfL Wolfsburgo · Alemania | 2024-25       | 1.ª           | 20  | 3  | 3  | 0 | — | — | 23  | 3  |
| VfL Wolfsburgo · Alemania | Total club    | Total club    | 77  | 8  | 9  | 1 | 0 | 0 | 86  | 9  |
| Total carrera | Total carrera | Total carrera | 230 | 22 | 23 | 2 | 2 | 0 | 255 | 24 |
| (1)Incluye datos de la Copa de Suecia (2015/16, 2016/17 y 2017/18) y la Copa Italia (2018/19 y 2019/20). (2)Incluye datos de la Liga de Campeones de la UEFA (2017/18). |               |               |     |    |    |   |   |   |     |    |

## Palmarés

### Títulos nacionales
| Título      | Club     | País   | Año  |
| ----------- | -------- | ------ | ---- |
| Allsvenskan | Malmö FF | Suecia | 2016 |
| Allsvenskan | Malmö FF | Suecia | 2017 |